# Idaea ritteraria
Idaea ritteraria là một loài bướm đêm trong họ Geometridae.